# شون‌زی
شهر شون‌زی (به آلمانی: Schönsee) در ایالت بایرن در کشور آلمان واقع شده‌است.